# Resa agricola
La resa agricola è la quantità di prodotto raccolto riferito alla superficie coltivata. Normalmente si parla quindi di tonnellate/ettaro. 
La resa dipende essenzialmente dalla fertilità locale del terreno. I fattori principali che influenzano la fertilità, e di conseguenza la resa, possono riassumersi in:
1. struttura del suolo, aerazione, umidità, tipologie di aratura
2. elementi nutritivi, fosfati ed acidità
3. eventuale inquinamento da metalli pesanti

Rispetto ad un valore di resa teoricamente ottenibile, il valore reale è sempre inferiore a causa della competizione della flora infestante spontanea.
La resa agricola risente anche delle differenti tecnologie e conoscenze culturali locali. Il frumento ha una resa media mondiale di 2,4 t/ha mentre la stessa resa sale a 2,9 nell'area Europea e nordamericana nonostante le meno favorevoli condizioni climatiche. Analogamente la resa del granoturco passa da 4,1 su scala mondiale al 4,9 per l'area più industrializzata. 
A volte si intende per resa il rapporto tra il raccolto e il seminato.
| Controllo di autorità | Thesaurus BNCF 63439 · GND (DE) 4146141-1 · BNF (FR) cb11967184x (data) |